# Raymund Havenith

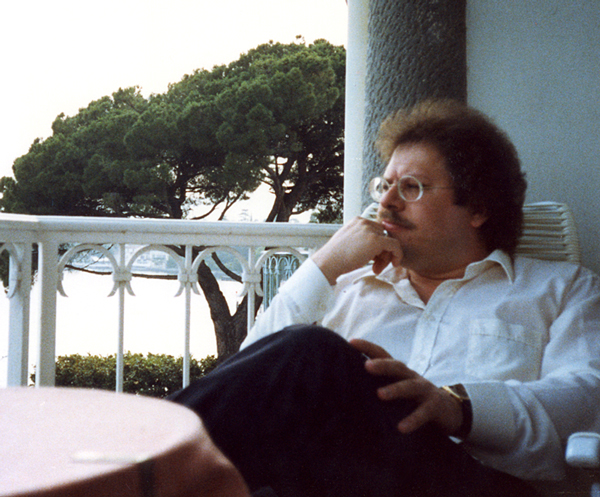
Raymund Havenith (1987)

Raymund Havenith (* 17. Juli 1947 in Kornelimünster/Aachen; † 15. Juli 1993 in Usingen) war ein deutscher Pianist und Hochschullehrer.

## Leben und Wirken
Raymund Havenith entstammte einer Aachener Musiker-Familie und erhielt mit neun Jahren seinen ersten Unterricht von seinem Vater, dem Kirchenmusiker und Chorleiter Josef Havenith (1919–1978).
Seit 1964 studierte er an der Musikhochschule Köln bei Günter Ludwig. Während seines Studiums gewann er 1970 den Felix-Mendelssohn-Bartholdy-Preis. Im selben Jahr legte er mit dem 3. Klavierkonzert von Sergei Rachmaninoff sein Konzertexamen ab. Als Stipendiat der Studienstiftung des deutschen Volkes setzte er seine Studien am Conservatoire de musique de Genève fort. 1970 begann Raymund Havenith seine Konzerttätigkeit im Rahmen der 15. Bundesauswahl „Konzerte Junger Künstler“ des deutschen Musikrates.
1975 debütierte er in London, 1977 mit den Berliner Philharmonikern bei den Berliner Festspielen.
Weitere Konzerte führten durch europäische Länder sowie nach Korea und Taiwan. Neben seiner Kammermusiktätigkeit spielte er Rundfunk- und Schallplattenaufnahmen ein.
Von 1986 bis zu seinem Tod 1993 leitete er die Meisterklasse für Klavier an der Hochschule für Musik und Darstellende Kunst Frankfurt am Main.
Raymund Havenith war seit 1980 mit der koreanisch-deutschen Pianistin Jimin Oh-Havenith verheiratet, mit der er als Klavierduo auftrat. Aus der Ehe ging eine Tochter hervor, Martha Nari Havenith (* 1982).

## Diskografie (Auswahl)
- César Franck: Präludium, Choral und Fuge. Köln, EMI 1976.
- Ludwig van Beethoven: Sonate für Klavier Nr. 22 F-Dur op.54. Köln, EMI 1976.
- Modest Mussorgsky: Bilder einer Ausstellung. EMI 1976.
- Peter I. Tschaikowsky: Grosse Sonate für Klavier G-Dur op. 37. Köln, EMI 1978.
- Edvard Grieg: Ballade für Klavier g-Moll op. 24. Köln, EMI 1978.
- Louis Moreau Gottschalk: Frühe amerikanische Klaviermusik. Deutschlandfunk 1987, Musicaphon 1987.
- Johann Sebastian Bach: Goldberg-Variationen. Deutschlandfunk, Köln 1985, sound star-ton 1987 / 1991 (CD).
- Ulrich Leyendecker: Konzert für Klavier und Orchester (1981) Konzertmitschnitt vom 1. Dezember 1984 des SFB-WDR, Wergo 1988.
- Ulrich Leyendecker: Das Klavierwerk (mit Jimin Oh-Havenith). NDR, Musikaphon 1990 / 1999 (CD).
- Edvard Grieg: Klavierwerke von Wolfgang Amadeus Mozart mit frei hinzukomponierter Begleitung eines zweiten Klavieres. Klavierduo mit Jimin Oh-Havenith. Hessischer Rundfunk, Frankfurt 1991, Musicaphon 1991, 2013.